# Diocese de San Marco Argentano-Scalea
A Diocese de San Marco Argentano-Scalea (em latim: Dioecesis Sancti Marci Argentanensis-Scaleensis) é uma circunscrição eclesiástica da Igreja Católica na Itália, pertencente à Província Eclesiástica da Calábria e à Conferenza Episcopale Italiana, sendo sufraganea da Arquidiocese de Cosenza-Bisignano.
A sé episcopal está em San Marco Argentano, na Região da Calábria.

## Territorio
Da diocese fazem parte as cidades de San Marco Argentano e Scalea, e o território è dividido em 64 paróquias e em 2004 contava 108.512 batizados numa população de 110.777 habitantes.

## Cronologia dos Bispos do seculo XX
| #      | Nome                           | Período   | Notas                        |
| Bispos | Bispos                         | Bispos    | Bispos                       |
| ------ | ------------------------------ | --------- | ---------------------------- |
|        | Stefano Rega                   | 2022-     | Atual                        |
|        | Leonardo Antonio Paolo Bonanno | 2011-2022 |                              |
|        | Domingos Crusco                | 1999-2011 |                              |
|        | Augusto Láuro                  | 1979-1999 |                              |
|        | Luìs Rinaldi                   | 1956-1977 |                              |
|        | Agostinho Ernesto Castrillo    | 1953-1955 |                              |
|        | Miguel Rateni                  | 1945-1953 |                              |
|        | Demétrio Moscato               | 1932-1945 | Nomeado Arcebispo de Salerno |
|        | Salvador Scanu                 | 1909-1932 |                              |
|        | Carlos Vicente Ricotta         | 1896-1909 |                              |